# Dinoshark
Pour plus de détails, voir Fiche technique et Distribution.
Dinoshark est un téléfilm américain à petit budget diffusé sur Syfy en 2010. Il a été diffusé sur Syfy le 13 mars 2010.

## Synopsis
Le film s'ouvre sur un bébé plésiosaure nageant en s’éloignant d’un morceau de glacier arctique qui s’est brisé en raison du réchauffement climatique. Trois ans plus tard, il est devenu un adulte, un prédateur féroce, qui tue des touristes et des habitants au large de Puerto Vallarta, au Mexique. Le protagoniste, Trace, est le premier à remarquer le plésiosaure et voit son ami se faire manger, mais a du mal à convaincre les gens qu’une créature d’une telle antiquité est toujours vivante et mange des gens.

## Distribution
- Eric Balfour : Trace McGraw
- Iva Hasperger : Carol Brubaker
- Aarón Díaz : Luis
- Roger Corman : le docteur Reeves
- Blythe Metz : présentateur télé
- Vela Hammond : Mag
- Blanche Wheeler : Dani
- Shaun Carson : David
- Jenna Manger : Ali

## Accueil

### Réception critique
Les critiques avaient tendance à partager des points de vue similaires sur la nature du film, le considérant comme une continuation dans la tradition des anciens films d'horreur / monstres de série B, avec des intrigues invraisemblables, la réutilisation de séquences d’archives et un jeu maladroit des acteurs, typiques de ce genre.
Les critiques étaient divisées entre ceux qui estimaient que cela le rendait très divertissant et ceux qui estimaient que cela rendait le film exceptionnellement médiocre en qualité, et le critiquaient pour son manque de caractéristiques rédemptrices. Dans les deux cas, cependant, les critiques ont concédé qu'il avait une chance de devenir un classique de son genre, ne serait-ce que pour un niveau d’horreur qui exigeait de le regarder. April Macintyre de Monsters and Critics lui a donné une critique positive : « Dinoshark est épique ! ». Se référant à « des films amusants, émaillés d’intrigues invraisemblables, d’affiches brillantes et de dialogues risibles [qui] exigeaient que vous vous présentiez prêt à suspendre l’incrédulité, à vous préparer à la peur et que vous laissiez toujours le public diverti », elle a écrit que certains aspects sont « hilarants. Pensez à l’accent cubain d’Al Pacino dans Scarface, multiplié par dix », mais a conclu que dans le contexte de son genre, « nous ne voudrions pas qu’il en soit autrement ».
Du côté négatif, Dread Central (en) a condamné le monstre « caoutchouteux », les effets spéciaux « exceptionnellement cheap » et « certains des pires acteurs jamais vus dans un film original de Syfy », concluant que les spectateurs qui ne regardaient pas régulièrement des « films de requins de mauvais goût » aimeraient probablement rire de « cette offre stupide dans laquelle la moitié des acteurs ont l'air d’avoir été doublés par George Lopez ». Chicago Now lui a donné une étoile sur 5 en tant que « divertissement à petit budget » et « amusement ringard et insensé », déclarant qu’il devrait y avoir un « jeu à boire amusant » dedans et que la meilleure chose à ce sujet était le titre,.

## Autour du film

### Contexte
Le film a été diffusé pour la première fois sur Syfy le soir du 13 mars 2010 devant deux millions de téléspectateurs. Dinoshark faisait suite à Dinocrocodile, la créature du lac. Roger Corman avait proposé une suite (Dinocroc 2) à ce dernier, mais Syfy a estimé que les téléspectateurs avaient tendance à mieux répondre aux idées nouvelles (mais similaires) qu'aux suites directes. April MacIntyre, de Monsters and Critics, a comparé le film à d’anciens films de série B. Une suite intitulée Dinocroc vs. Supergator est sortie le 26 juin 2010. Roger Corman a déclaré que bien que l’intrigue soit difficile à croire, le film peut être apprécié si la croyance est suspendue et que le film est cohérent en interne.
Le film est un remake du film Up from the Depths de 1979.
Dinoshark a été décrit comme Dinocroc avec des nageoires. Avant la sortie du film, Margaret Lyons d'Entertainment Weekly a dit que ce film et Sharktopus étaient destinés à être des classiques du « genre de film génial fait pour la télévision ».

### Éditions en vidéo
Dinoshark est sorti en DVD et Blu-ray le 26 avril 2011.